# Episodi di Padre in affitto
La prima ed unica stagione della serie televisiva Padre in affitto è stata trasmessa negli Stati Uniti dall'11 marzo al 1º agosto 2010 su Fox.
In Italia è andata in onda in prima visione dal 3 dicembre 2010 al 7 gennaio 2011 su Fox. In chiaro è trasmessa dal 26 dicembre 2012 al 9 gennaio 2013 su Italia 2
| nº | Titolo originale   | Titolo italiano           | Prima TV USA   | Prima TV Italia  |
| -- | ------------------ | ------------------------- | -------------- | ---------------- |
| 1  | Pilot              | Un padre per i Gunderson  | 11 marzo 2010  | 3 dicembre 2010  |
| 2  | The Break-In       | Il vecchio amico          | 18 marzo 2010  | 3 dicembre 2010  |
| 3  | Golden Ticket      | La carta d'oro            | 25 marzo 2010  | 10 dicembre 2010 |
| 4  | Family Album       | Album di famiglia         | 1º aprile 2010 | 10 dicembre 2010 |
| 5  | Chicken Poxl       | La varicella: che orrore! | 6 giugno 2010  | 17 dicembre 2010 |
| 6  | The Debate Trip    | Torneo di dibattiti       | 13 giugno 2010 | 17 dicembre 2010 |
| 7  | The Father's Day   | Festa del papà            | 20 giugno 2010 | 24 dicembre 2010 |
| 8  | Gina               | L'ex-fidanzata            | 27 giugno 2010 | 24 dicembre 2010 |
| 9  | Dog Days of Tucson | Un lupo imbarazzante      | 4 luglio 2010  | 31 dicembre 2010 |
| 10 | Kisses and Beads   | Una grande festa          | 11 luglio 2010 | 31 dicembre 2010 |
| 11 | Glenn's Birthday   | Il compleanno di Glenn    | 18 luglio 2010 | 7 gennaio 2011   |
| 12 | Sally Teel         | La gara di ballo          | 25 luglio 2010 | 7 gennaio 2011   |
| 13 | Ron Quits          | La resa di Ron            | 1º agosto 2010 | 7 gennaio 2011   |